# Teaonui Tehau
Teaonui Tehau (ur. 10 kwietnia 1989) – tahitański piłkarz grający na pozycji napastnika. Jest wychowankiem klubu AS Vénus. Jego kuzyni Lorenzo Tehau, Jonathan Tehau i Alvin Tehau także są piłkarzami i reprezentantami Tahiti.

## Kariera klubowa
Karierę piłkarską Tehau rozpoczął w klubie AS Vénus. W 2009 roku zadebiutował w nim w pierwszej lidze Tahiti.

## Kariera reprezentacyjna
W reprezentacji Tahiti Tehau zadebiutował w 2011 roku. W tym samym roku zagrał na Igrzyskach Pacyfiku i w meczu z Kiribati (17:1) strzelił 6 goli. W 2012 roku wystąpił z Tahiti w Pucharze Narodów Oceanii. Tahiti ten turniej wygrało po raz pierwszy w historii, a Tahau zdobył na nim dwa gole.
W 2009 roku Tehau zagrał wraz z reprezentacją Tahiti U-20 na Mistrzostwach Świata U-20. Został powołany na Puchar Narodów Oceanii 2024.